# Annette Peulvast-Bergeal

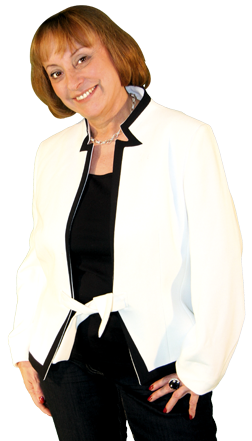
Annette Peulvast-Bergeal, 2010

Annette Peulvast-Bergeal (* 21. August 1946 in Mantes-la-Ville, Département Yvelines) ist eine französische Politikerin der Parti socialiste. Sie war zwischen 1995 und 2008 Bürgermeisterin der Stadt Mantes-la-Ville und von 1997 bis 2002 Abgeordnete der Nationalversammlung für den 8. Wahlkreis des Départements Yvelines.
Bekannt wurde sie als Opfer eines Angriffs, begangen vom Führer des Front National Jean-Marie Le Pen am 30. Mai 1997. Letzterer war anwesend, um seine Tochter Marie-Caroline Le Pen, die bei den Bürgermeisterwahlen gegen Peulvast-Bergeal antrat, zu unterstützen. Letztlich wurde Peulvast-Bergeal aber wiedergewählt. Nachdem man der Siegerin die Wahlschärpe umgelegt hatte, verlor Jean-Marie Le Pen die Fassung, schubste Peulvast-Bergeal mehrmals an und beschimpfte sie. Als Strafe wurde dem Täter das passive Wahlrecht für ein Jahr entzogen.